# 64. sydlige breddekreds
Den 64. sydlige breddekreds (eller 64 grader sydlig bredde) er en breddekreds, der ligger 64 grader syd for ækvator. Den løber gennem Sydlige Ishav og Antarktis.